# John Stuart Rowley
Pour les articles homonymes, voir Rowley.
John Stuart Rowley est un ornithologue américain, né le 6 avril 1907 à Oakland (Californie) et mort le 7 mai 1968 accidentellement dans les montagnes près d’Oaxaca au Mexique, dans la Sierra Madre del Sur.

## Biographie
Il fait ses études à Berkeley et à Alhambra en Californie. Il découvre l’ornithologie grâce à son père, John S. Rowley, et grâce à O.W. Howard. Ce dernier, après avoir travaillé pour le muséum d’Oakland, prend la direction des expositions de la California Academy of Sciences après la construction du North American Hall en 1916.
Rowley se marie avec Estelle Peyton en 1930 et rejoint alors l’équipe du département des expositions à l’Académie des sciences, et s’occupe de la réalisation de dioramas dans le Simson African Hall, sous la direction de Frank Tose.
Au printemps 1933, Sutart Rowley quitte l’Académie pour récolter des oiseaux et des œufs dans la péninsule de Basse-Californie. À son retour, il entre dans une entreprise de machine de pesage de Los Angeles. En 1957, il vend ses parts pour se consacrer entièrement à ses passions, notamment les oiseaux. Il s’installe à San Mateo, en 1958, et Stuart commence à récolter des oiseaux dans les États de Morelos et d’Oaxaca.
Il finance ses expéditions grâce au soutien de diverses institutions comme l’American Museum of Natural History, la Western Foundation of Vertebrate Zoology et l’Académie des sciences de Californie.
Rowley fait d’intéressantes découvertes comme le nid et les œufs de Streptoprocne semicollaris et Neochloe brevipennis. Il découvre également une nouvelle espèce, le colibri d'Oaxaca, Eupherusa cyanophrys. Il est l’auteur d’une vingtaine de publications.
Une espèce de serpent venimeux, Bothriechis rowleyi, est nommée en son honneur.

## Source
- Robert Thomas Orr (1971). In Memoriam : John Stuart Rowley (1907-1968), The Auk, 88 (3) : 711.  (ISSN 0004-8038)